# Conall Cáel
Cellach mac Máele Coba (... – 654), figlio di Máel Coba mac Áedo, apparteneva ai Cenél Conaill, ramo degli Uí Néill del nord.
Secondo gli annali irlandesi che derivano dalla Cronaca d'Irlanda, sarebbe stato re supremo insieme al fratello Cellach dopo la morte del cugino Domnall mac Áedo nel 642. Conall Cáel fu ucciso nel 654 da Diarmait, figlio di Áed Sláine, mentre il fratello Cellach morì nel 658, forse a Bru na Bóinne.